# مارينا دي سوديو
بلدية مارينا دي سوديو (بالإسبانية: Marina de Cudeyo)‏، هي إحدى بلديات منطقة كانتابريا, المصنفة على أنها مقاطعة أيضاً، في شمال إسبانيا.
يبلغ عدد سكانها 5.112 نسمة وفقاً لإحصائية سنة (2002).